# تصفيات بطولة آسيا لكرة الصالات 2020
كانت تصفيات بطولة آسيا لكرة الصالات 2020 عملية التأهيل التي نظمها الاتحاد الآسيوي لكرة القدم لتحديد الفرق المشاركة في بطولة آسيا لكرة الصالات لعام 2020، التي تعد النسخة السادسة عشرة من بطولة آسيا الدولية لكرة القدم داخل الصالات للرجال.
وقد تأهل 16 فريقا للمشاركة في البطولة النهائية، من بينهم تركمانستان التي تأهلت تلقائيا كمضيفة.

## المنطقة الغربية

### المجموعة A
| م | الفريق                   | لعب | ف | ت | خ | أ.له | أ.ع | أ.ف | نقاط | التأهل                       |
| - | ------------------------ | --- | - | - | - | ---- | --- | --- | ---- | ---------------------------- |
| 1 | الكويت                   | 4   | 3 | 0 | 1 | 15   | 5   | +10 | 9    | بطولة آسيا لكرة الصالات 2020 |
| 2 | البحرين (H)              | 4   | 2 | 1 | 1 | 10   | 6   | +4  | 7    | بطولة آسيا لكرة الصالات 2020 |
| 3 | الإمارات العربية المتحدة | 4   | 2 | 1 | 1 | 12   | 13  | −1  | 7    | بلاي أوف                     |
| 4 | العراق                   | 4   | 2 | 0 | 2 | 11   | 11  | 0   | 6    |                              |
| 5 | فلسطين                   | 4   | 0 | 0 | 4 | 9    | 22  | −13 | 0    |                              |

| الكويت                                                                                    | 7–1   | فلسطين         |
| ----------------------------------------------------------------------------------------- | ----- | -------------- |
| - Al-Wadi 2'، 5'، 23' - Hamed 26' (ه.ذ.) - Al-Khalifah 27' - Al-Alban 27' - Al-Tawail 33' | تقرير | - Khwailed 26' |

| الإمارات العربية المتحدة                              | 3–3   | البحرين                            |
| ----------------------------------------------------- | ----- | ---------------------------------- |
| - Al-Hosani 18' (ركلة.) - Jamil 31' - Al-Dhanhani 31' | تقرير | - Al-Sandi 8'، 22' - Abdulnabi 25' |

| فلسطين                          | 3–6   | العراق                                               |
| ------------------------------- | ----- | ---------------------------------------------------- |
| - Shawahna 4'، 24' - Hamada 28' | تقرير | - Zeyad 11' - Khalid 22'، 23'، 37' - Riyadh 28'، 31' |

| الكويت                                                     | 4–1   | الإمارات العربية المتحدة |
| ---------------------------------------------------------- | ----- | ------------------------ |
| - Al-Wadi 3' - Al-Basam 17' - Al-Tawail 30' - Al-Farsi 35' | تقرير | - T. Abdulla 16'         |

| العراق       | 1–4   | الكويت                                                             |
| ------------ | ----- | ------------------------------------------------------------------ |
| - Methaq 27' | تقرير | - Al-Khalifah 11' - Al-Mosabehi 11' - Al-Farsi 28' - Al-Tawail 29' |

| البحرين                                                   | 4–1   | فلسطين         |
| --------------------------------------------------------- | ----- | -------------- |
| - Al-Sandi 12' - Ahmed 20' - Abdulnabi 33' - Al-Malki 33' | تقرير | - Shawahna 15' |

| الإمارات العربية المتحدة                 | 3–2   | العراق                   |
| ---------------------------------------- | ----- | ------------------------ |
| - Khalil 12' - Al-Hosani 20' - Jamil 33' | تقرير | - Khalid 3' - Faisal 15' |

| البحرين                       | 2–0   | الكويت |
| ----------------------------- | ----- | ------ |
| - Abdulnabi 9' - Muhammad 35' | تقرير |        |

| فلسطين                                           | 4–5   | الإمارات العربية المتحدة                                              |
| ------------------------------------------------ | ----- | --------------------------------------------------------------------- |
| - Mohammed 17' - Shawahna 19' - Salloum 20'، 34' | تقرير | - Juma 11' - Al-Katheeri 21' - M. Obaid 32' - Hussain 38' - Jamil 39' |

| العراق                    | 2–1   | البحرين       |
| ------------------------- | ----- | ------------- |
| - Khalid 13' - Methaq 37' | تقرير | - Al-Naar 18' |

### المجموعة B
| م | الفريق   | لعب | ف | ت | خ | أ.له | أ.ع | أ.ف | نقاط | التأهل                       |
| - | -------- | --- | - | - | - | ---- | --- | --- | ---- | ---------------------------- |
| 1 | لبنان    | 3   | 3 | 0 | 0 | 20   | 4   | +16 | 9    | بطولة آسيا لكرة الصالات 2020 |
| 2 | السعودية | 3   | 1 | 1 | 1 | 10   | 8   | +2  | 4    | بطولة آسيا لكرة الصالات 2020 |
| 3 | عمان     | 3   | 1 | 1 | 1 | 9    | 14  | −5  | 4    | بلاي أوف                     |
| 4 | قطر      | 3   | 0 | 0 | 3 | 3    | 16  | −13 | 0    |                              |

| لبنان | 10–2  | عمان                                     |
| --- | ----- | ---------------------------------------- |
| - Kobeissy 1' - Abou Zeid 3'، 14'، 25'، 34' - El-Homsi 7' - Tneich 9' - Koukezian 11' - El-Khoury 37'، 38' | تقرير | - Al-Maawali 17' - Al-Shamsi 35' (ركلة.) |

| قطر                                | 2–5   | السعودية                                         |
| ---------------------------------- | ----- | ------------------------------------------------ |
| - An. Al-Yafei 17' - Al-Awlaqi 24' | تقرير | - Jmah 4' - Mubarak 6'، 37' - Al-Otaibi 18'، 19' |

| عمان                                                   | 3–0   | قطر |
| ------------------------------------------------------ | ----- | --- |
| - Al-Shamsi 5' - Z. Al-Balushi 13' - S. Al-Balushi 40' | تقرير |     |

| السعودية        | 1–2   | لبنان                       |
| --------------- | ----- | --------------------------- |
| - Al-Otaibi 28' | تقرير | - Abou Zeid 6' - Tneich 23' |

| لبنان                                                                                                   | 8–1   | قطر               |
| --- | ----- | ----------------- |
| - Tneich 11' (ركلة.)، 13'، 35' - El-Dine 20' - Zeitoun 21' - Koukezian 30' - Selwan 30' - El-Khoury 34' | تقرير | - Al-Mosallam 23' |

| السعودية                                    | 4–4   | عمان                                                     |
| ------------------------------------------- | ----- | -------------------------------------------------------- |
| - Al-Otaibi 13' - Jmah 21'، 21' - Fqihe 27' | تقرير | - Al-Shibli 18'، 33' - Al-Shamsi 38' - I. Al-Balushi 39' |

### بلاي أوف
الفائز تأهل لبطولة آسيا لكرة الصالات 2020.
| الإمارات العربية المتحدة | 1–5   | عمان                                                                   |
| ------------------------ | ----- | ---------------------------------------------------------------------- |
| - T. Abdulla 40'         | تقرير | - Al-Shibli 27' - Al-Shamsi 32' - Al-Wahaibi 34'، 35' - Al-Maawali 37' |

## وصلات خارجية
- الموقع الرسمي
, the-AFC.com
- AFC Futsal Championship 2020, stats.the-AFC.com